# Anna Olsson (canoë-kayak)
Pour les articles homonymes, voir Anna Olsson.
Anna Gunilla Olsson, née le 14 mars 1964 à Timrå, est une kayakiste suédoise.
Elle compte quatre médailles olympiques à son palmarès dont un titre en 1984, ainsi que huit podiums aux Championnats du monde.
Elle est la sœur du kayakiste Gunnar Olsson.

## Palmarès

### Jeux olympiques
- Jeux olympiques d'été de 1984 à Los Angeles
  -  Médaille d'or en K2 500 mètres
  -  Médaille d'argent en K4 500 mètres

- Jeux olympiques d'été de 1992 à Barcelone
  -  Médaille de bronze en K4 500 mètres

- Jeux olympiques d'été de 1996 à Atlanta
  -  Médaille de bronze en K4 500 mètres

### Championnats du monde
- Championnats du monde 1991 à Paris
  -  Médaille d'argent en K2 500 mètres

- Championnats du monde 1993 à Copenhague
  -  Médaille d'or en K2 500 mètres
  -  Médaille d'argent en K1 500 mètres
  -  Médaille d'argent en K4 500 mètres

- Championnats du monde 1994 à Mexico
  -  Médaille d'argent en K1 200 mètres
  -  Médaille de bronze en K4 500 mètres

- Championnats du monde 1995 à Duisbourg
  -  Médaille de bronze en K1 200 mètres
  -  Médaille de bronze en K4 200 mètres